# Bart Starr
Bryan Bartlett Starr (Montgomery, Alabama, 1934. január 9. – Birmingham, Alabama, 2019. május 26.) amerikai amerikaifutball-játékos, edző.

## Pályafutása
Kezdetben a University of Albama csapatában játszott, majd 1956 és 1971 között a Packers irányítója volt, amellyel öt bajnoki címet nyert. Ő az egyetlen irányító az amerikai futball történetében, aki sorozatban három bajnoki címet szerzett. 1967-ben a történelem első Super Bowlján az ő vezetésével nyert a Packers (35–10-re) a Kansas City Chiefs ellen. Starr 250 yardot passzolt, és két touchdownt szerzett ezen a mérkőzésen, amivel ő lett a döntő legértékesebb játékosa. 1968-ban a második Super Bowlban a Packers az Oakland Raiderst győzte le 33–14-re, a döntő legjobbja megint ő lett.
1975 és 1978 között a Packers vezetőedzője volt.

## Sikerei, díjai
- Super Bowl
  - győztes (2): 1967, 1968
- Super Bowl legértékesebb játékos díj (1967, 1968)
- National Football League
  - győztes (5): 1961, 1962, 1965, 1966, 1967
- Az NFL Legértékesebb Játékosa díj (1966)
- Pro Bowl
  - győztes (4): 1960, 1961, 1962, 1966
- Green Bay Packers Hall of Fame